# Acrocercops heteroloba
Acrocercops heteroloba là một loài bướm đêm thuộc họ Gracillariidae. Loài này có ở Ethiopia.